# Шер, Вениамин Иосифович
Вениамин Иосифович Шер (24 ноября 1900—1962) — советский скрипач, композитор и музыкальный педагог. Заслуженный артист Узбекской ССР (1944).

## Биография
Родился в семье кларнетиста. Окончил Петроградскую консерваторию по классу скрипки Сергея Коргуева. С 1927 г. преподавал в Ленинградской консерватории. Среди учеников Шера — Владимир Овчарек, Марк Комиссаров, Виктор Либерман, Анатолий Резниковский, Зиновий Винников и др. В средней специальной музыкальной школе при Ленинградской консерватории у Шера занимался Владимир Спиваков. По воспоминаниям М. Е. Белодубровского,

Добрая половина скрипачей оркестров Ленинградской филармонии того времени были, наверное, его учениками. Он обладал особым педагогическим даром невербально ввести в дух музыки, передать её суть, стилистику так, как будто «он самоё её узрел». Это оставалось навсегда и при обращении к данному автору не требовало повторных объяснений. «Ты пластинку не слушай. Мы сами разберемся», — говорил он обычно.

Среди сочинений В. И. Шера — Концертная фантазия для скрипки на тему оперы М. Глинки «Руслан и Людмила», Детский концерт для скрипки с оркестром (1947), другая скрипичная и камерная музыка.
В 1931 году вместе с виолончелистом И. О. Бриком организовал Ленинградский струнный квартет (1931—1934). По воспоминаниям Е. Е. Фёдорова, Вениамин Шер во второй половине 1940-х гг. играл в Квартете имени Глазунова на альте.